# 岩船郡
- 令制国一覧 > 北陸道 > 越後国 > 岩船郡
- 日本 > 中部地方 > 新潟県 > 岩船郡

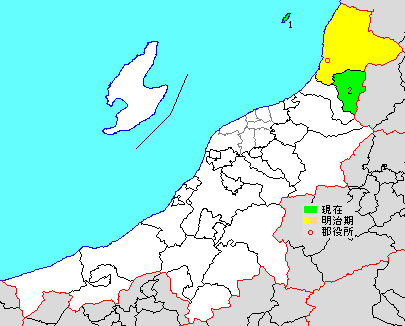
新潟県岩船郡の範囲（1.粟島浦村 2.関川村）

岩船郡（いわふねぐん）は、新潟県（越後国）の郡。新潟県の中で複数自治体を含む唯一の郡である。
人口4,725人、面積309.39km²、人口密度15.3人/km²。（2025年6月1日、推計人口）
以下の2村を含む。
- 関川村（せきかわむら）
- 粟島浦村（あわしまうらむら）

## 郡域
1879年（明治12年）に行政区画として発足した当時の郡域は、上記2村に村上市を加えた区域にあたる。

## 近代以前の沿革
岩船郡の名称は古く古代律令制の時代からものである。古代に「磐船郡」と書いたことも多い。

### 式内社
『延喜式』神名帳に記される郡内の式内社。
| 神名帳             | 神名帳       | 神名帳 | 神名帳               | 比定社             | 比定社                 | 比定社           | 集成 |
| 社名               | 読み         | 格     | 付記                 | 社名               | 所在地                 | 備考             | 集成 |
| ------------------ | ------------ | ------ | -------------------- | ------------------ | ---------------------- | ---------------- | ---- |
| 磐船郡 8座（並小） |              |        |                      |                    |                        |                  |      |
| 石船神社           | イハフネノ   | 小     |                      | 石船神社           | 新潟県村上市岩船三日市 |                  |      |
| 蒲原神社           | カマハラノ   | 小     |                      | 蒲原神社           | 新潟県村上市碁石803    |                  |      |
| 西奈弥神社         | ニシナミノ   | 小     |                      | （論）西奈弥神社   | 新潟県村上市瀬波浜町   |                  |      |
| 西奈弥神社         | ニシナミノ   | 小     | （論）西奈弥羽黒神社 | 新潟県村上市羽黒町 |                        |                  |      |
| 荒川神社           | アラカハノ   | 小     |                      | 荒川神社           | 新潟県村上市小岩内     | 西奈弥神社の摂社 |      |
| 多伎神社           | タキノ       | 小     |                      | 多伎神社           | 新潟県村上市岩ヶ崎     |                  |      |
| 漆山神社           | ウルシヤマノ | 小     |                      | 漆山神社           | 新潟県村上市蒲萄       |                  |      |
| 桃川神社           | モモカハノ   | 小     |                      | 桃川神社           | 新潟県村上市桃川       |                  |      |
| 湊神社             | ミナトノ     | 小     |                      | 湊神社             | 新潟県村上市七湊       |                  |      |

## 近代以降の沿革
- 「旧高旧領取調帳」に記載されている明治初年時点での支配は以下の通り。（7町244村）

| 知行         | 知行                         | 村数     | 村名 |
| ------------ | ---------------------------- | -------- | --- |
| 幕府領       | 幕府領（米沢藩預地）         | 1町 89村 | 内須川村、赤谷村（現：関川村南赤谷）、山本村、勝蔵村、打上村、辰田新村、下関村、久保村、金俣村、粟島浦、石住村、石栗新田、堀野村、中新保村、荒屋村（現：村上市新屋）、釜杭村、岩沢村、中原村、薦川村、黒田村、湯沢村（現：村上市黒田）、関口村、大平村（現：村上市北大平）、高根村、山口村（現：村上市高根）、寺尾村、宮下村、下中島村、鵜渡路村、上野村、川端村、猿沢村、檜原村、板屋越村、早稲田村、松岡村、塩野町村、小須戸村、荒沢村、大行院村、大須戸新田、大須戸村、葡萄村、中小屋村、大月村、野潟村、吉浦村、早川村、馬下村、新保村（現：村上市浜新保）、桑川村、笹川村、板貝村、今川村、脇川村、寒川村、越沢村、芦谷村、大沢村、大毎村、中村（現：村上市北中）、北黒川村、中津原村、上大鳥村、田中村（現：村上市北田中）、赤谷村（現：村上市北赤谷）、垣野内村、間瀬村、勝木村、碁石村、府屋町、金ヶ浦村、中浜村、岩崎村、堀之内村、原海村、温出村、大谷沢村、朴平村、荒川口村、塔ノ下村、遅郷村、杉平村、岩石村、小俣村、大代村、雷村、山熊田村、中継村、荒川村 |
| 幕府領       | 幕府領（水原代官所）         | 3村      | 桃川村、河内村、大平村（現：村上市南大平） |
| 幕府領       | 一橋徳川家領                 | 17村     | 金屋村、大津村、中倉村、荒屋村（現：村上市荒屋）、名割村、山口村（現：村上市山口）、藤沢村、羽ヶ榎村、佐々木村、春木山村、上鍛冶屋村、鳥屋村、田中村（現：村上市南田中）、松沢村、岩野沢村、山田村、飯岡村 |
| 藩領         | 越後村上藩                   | 5町 76村 | 宮前村、蛇喰村、中村（現：関川村南中）、中束村、小口川村、新飯田村、高御堂村、大塚村、潟端村、新保村（現：村上市北新保）、長松村、八日市村、九日市村、塩谷町、今宿村、○岩船町、三日市村、上有明村、下有明村、小出村、指合村、殿岡村、里本庄村、山屋村、上助淵村、下助淵村、七湊村、志田平村、松山村、浜新田村、村上城下、天神岡村、中間町、興野村（現：村上市東興野）、坪根村、大関村、鋳物師村、菅沼村、赤沢村、門前村、大栗田村、上山田村、下山田村、上相川村、下相川村、日下村、小谷村、山辺里村、四日市村、小川村、興野村（現：村上市西興野）、古渡路村、十川村、新保村（現：村上市下新保）、大場沢村、上中島村、水野村、笹平村、小揚村、柳生戸村、三面村、岩崩村、茎太村、千縄村、布部村、猿田村、瀬波町、下渡村、羽下ヶ淵村、岩ヶ崎村、間島村、柏尾村、下大鳥村、板屋沢村、遠矢崎村、立島村、寝屋村、鵜泊村、長坂村、下大蔵村、上大蔵村 |
| 藩領         | 陸奥会津藩                   | 1町 58村 | 大島村、鍬江沢村、幾地村、上関村、落合村、鮖谷村、大石村、安角村、蔵田島村、上川口村、下川口村、片貝村、聞出村、八ツ口村、畑村、大内淵村、沼村、金丸村、高田村、桂村、平内新村、小見村、上野山村、滝原村、湯沢村（現：関川村湯沢）、小見前新田、若山村、新保村（現：関川村上新保）、上野新村、朴坂村、小和田村、下鍛冶屋村、坂町村、野口新村、長政新田、渡辺新田、紀伊国新田、花立村、貝附村、名割新村、中野新村、新保村（現：村上市南新保）、梨木村、切田村、荒川縁新田、新光寺村、海老江村、荒島村、葛籠山村、宿田村、牛屋村、平林町、牧目村、興野村（現：村上市葛籠山）、川部村、高野新田、小岩内村、福田村、楢木新田 |
| 幕府領・藩領 | 幕府領（米沢藩預地）・会津藩 | 1村      | 土沢村 |

- 慶応4年8月14日（1868年9月29日） - 戊辰戦争後の処分により、全域が村上民政局の管轄となる。
- 明治元年
  - 9月22日（1868年11月6日） - 会津戦争で会津藩が新政府軍に降伏し、領地を没収される。
  - 9月27日（1868年11月11日） - 村上藩が新政府軍に降伏。
- 明治2年2月3日（1869年3月15日） - 内藤信美が村上藩主として認められ、旧領地に復帰。
- 明治3年7月 - 村上藩の領地替えにより、本郡の全域が村上藩領となる。
- 明治4年
  - 7月14日（1871年8月29日） - 廃藩置県により村上県の管轄となる。
  - 11月20日（1871年12月31日） - 第1次府県統合により新潟県の管轄となる。
  - このころ荒屋村（現：村上市新屋）が新屋村に改称。
- 明治8年（1875年）（7町240村）
  - 長政新田・渡辺新田・紀伊国新田が合併して渡辺三新田となる。
  - 大行院村・大須戸新田が大須戸村に合併。
- 明治9年（1876年） - 湯沢村（現：村上市）が黒田村に、落合村が上関村にそれぞれ合併。（7町238村）
- 明治10年（1877年） - 中小屋村が葡萄村に、原海村が仲浜村にそれぞれ合併。（7町236村）
- 明治12年（1879年）
  - 4月9日 - 郡区町村編制法の新潟県での施行により行政区画としての岩船郡が発足。郡役所が村上城下に設置。
  - 5ヶ所存在する新保村がそれぞれ浜新保村、北新保村、下新保村、上新保村、南新保村に改称（それぞれ現行の大字に継承）。
  - 3ヶ所存在する興野村のうち2ヶ所が東興野村、西興野村に改称（それぞれ現行の大字に継承）。1ヶ所（現：村上市葛籠山）は葛籠山村に合併されたとみられる。
  - 2ヶ所ずつ存在する赤谷村、大平村、中村、田中村がそれぞれ南赤谷村、北赤谷村、北大平村、南大平村、北中村、南中村、北田中村、南田中村に改称（それぞれ現行の大字に継承）。
- 明治17年（1884年）（7町233村）
  - 山口村（現：村上市高根）が高根村に合併。
  - このころ野口新村が坂町村に合併。
- 明治19年（1886年）（7町228村）
  - 村上城下のうち武家屋敷地にあたる5町[11]が村上本町となる。郡役所の所在地が村上本町となる。
  - 村上城下のうち町方20町[12]が村上町となる。
  - 名割新村・中野新村が合併して中野村となる。
  - 上有明村・下有明村が合併して有明村となる。
  - 金ヶ浦村が府屋町に、水野村が上中島村に、高野新田が小岩内村にそれぞれ合併。

### 町村制以降の沿革
- 明治22年（1889年）4月1日 - 町村制の施行により以下の町村が発足。特記以外は現・村上市。（4町35村）

- 七箇谷村 ← 上川口村、安角村、大石村、金俣村、久保村、鮖谷村、蔵田島村（現：関川村）
- 九箇谷村 ← 下川口村、沼村、八ツ口村、楢木新田、畑村、片貝村、大内淵村、金丸村、聞出村（現：関川村）
- 関村 ← 下関村、上関村、打上村、南赤谷村、内須川村、勝蔵村、辰田新村、大島村、土沢村、鍬江沢村、幾地村、山本村（現：関川村）
- 上保内村 ← 下鍛冶屋村、上鍛治屋村、荒島村、春木山村、梨木村、花立村、貝附村
- 中保内村 ← 佐々木村、切田村、羽ヶ榎村、坂町村、山口村［現・村上市山口］、藤沢村
- 南保内村 ← 名割村、新光寺村、南新保村、中野村、渡辺三新田
- 金屋村 ← 金屋村、中倉村、鳥屋村、荒屋村、荒川縁新田
- 大津村、海老江村（それぞれ単独村制）
- 川北村 ← 高田村、桂村、平内新村、小見村、上野山村、小見前新田、湯沢村、滝原村（現：関川村）
- 女川村 ← 上野新村、中束村、南中村、蛇喰村、若山村、朴坂村、上新保村、宮前村、小和田村（現：関川村）
- 平林村 ← 平林町、葛籠山村、川部村、小岩内村、宿田村
- 塩谷村 ← 塩谷町、長松村、北新保村、福田村、牛屋村
- 神納村 ← 松沢村、岩野沢村、山田村、飯岡村、桃川村、河内村、有明村、小出村、殿岡村、指合村、南大平村
- 東神納村 ← 里本庄村、山屋村、上助淵村、志田平村、七湊村、下助淵村
- 西神納村 ← 新飯田村、小口川村、高御堂村、大塚村、潟端村、今宿村、九日市村、牧目村、南田中村
- 岩船町 ← 岩船町、三日市村、八日市村
- 瀬波町 ← 瀬波町、羽下ヶ淵村、下渡村、浜新田村、松山村
- 村上町、村上本町（それぞれ単独町制）
- 山辺里村 ← 山辺里村、西興野村、四日市村、天神岡村、中間町、東興野村、坪根村、下相川村、上相川村、日下村、下山田村、上山田村
- 門前谷村 ← 門前村、大栗田村、赤沢村、菅沼村、鋳物師村、大関村、小谷村
- 館腰村 ← 大場沢村、古渡路村、十川村、小川村、下新保村
- 長津村 ← 笹平村、釜杭村、小揚村、柳生戸村
- 新屋村 ← 新屋村、堀野村、上中島村、石住村、中神保村、石栗新田、岩崩村、茎太村、三面村
- 布部村 ← 千縄村、布部村、猿田村
- 岩沢村 ← 岩沢村、中原村、黒田村
- 高根村 ← 関口村、北大平村、高根村、薦川村
- 鵜渡路村 ← 鵜渡路村、上野村、下中島村、寺尾村、宮下村
- 猿沢村 ← 猿沢村、川端村、檜原村、板屋越村
- 塩野町村 ← 塩野町村、小須戸村、松岡村、早稲田村
- 大須戸村 ← 大須戸村、葡萄村、荒沢村
- 黒川俣村 ← 北中村、大毎村、大沢村、北黒川村、中津原村、荒川村
- 八幡村 ← 勝木村、碁石村、下大蔵村、上大蔵村、長坂村、垣野内村、下大鳥村、上大鳥村、北田中村、北赤谷村、遠矢崎村、立島村、間瀬村、寝屋村、鵜泊村、板屋沢村
- 大川谷村 ← 府屋町、温出村、荒川口村、朴平村、杉平村、岩崎村、遅郷村、中浜村、堀之内村、岩石村、大谷沢村、塔ノ下村
- 中俣村 ← 中継村、小俣村、大代村、雷村、山熊田村
- 下海府村 ← 浜新保村、桑川村、笹川村、板貝村、今川村、脇川村、寒川村、越沢村、芦谷村
- 上海府村 ← 間島村、柏尾村、吉浦村、早川村、馬下村、野潟村、大月村、岩ヶ崎村
- 粟島浦（単独で自治体を形成、現・粟島浦村）

- 明治30年（1897年）1月1日 - 郡制を施行。
- 明治34年（1901年）11月1日 - 下記の町村の統合が行われる。いずれも新設合併。（4町20村）

- 山辺里村 ← 山辺里村、門前谷村
- 関谷村 ← 関村、七箇谷村、九箇谷村
- 女川村 ← 女川村、川北村
- 保内村 ← 上保内村、中保内村
- 金屋村 ← 金屋村、南保内村、海老江村、大津村
- 神納村 ← 神納村、東神納村
- 平林村 ← 平林村、塩谷村
- 館腰村 ← 館腰村、長津村
- 三面村 ← 新屋村、布部村
- 高根村 ← 高根村、岩沢村
- 猿沢村 ← 猿沢村、鵜渡路村
- 塩野町村 ← 塩野町村、大須戸村

- 明治42年（1909年） - 粟島浦が改称して粟島浦村となる。
- 大正12年（1923年）3月31日 - 郡会が廃止。郡役所は存続。
- 大正15年（1926年）6月30日 - 郡役所が廃止。以降は地域区分名称となる。
- 昭和17年（1942年）7月1日 - 「岩船地方事務所」が村上町に設置され、本郡を管轄。
- 昭和21年（1946年）6月1日 - 村上町・村上本町が合併し、改めて村上町が発足。（3町20村）
- 昭和29年（1954年）
  - 3月31日 - 村上町・岩船町・瀬波町・山辺里村・上海府村が合併して村上市が発足し、郡より離脱。（18村）
  - 8月1日 - 関谷村・女川村が合併して関川村が発足。（17村）
  - 10月1日 - 館腰村・三面村・高根村・猿沢村・塩野町村が合併して朝日村が発足。（13村）
  - 12月1日 - 保内村・金屋村が合併して荒川町が発足。（1町11村）
- 昭和30年（1955年）
  - 1月10日 - 神納村・平林村・西神納村が合併して神林村が発足。（1町9村）
  - 3月31日 - 黒川俣村・八幡村・大川谷村・中俣村・下海府村が合併して山北村が発足。（1町5村）
- 昭和40年（1965年）11月3日 - 山北村が町制施行して山北町となる。（2町4村）
- 平成20年（2008年）4月1日 - 荒川町・山北町・神林村・朝日村が村上市と合併し、改めて村上市が発足し、郡より離脱。（2村）

### 変遷表
| 明治以前   | 明治以前   | 明治初年 - 明治22年    | 明治22年 4月1日 町村制施行 | 明治22年 - 明治33年         | 明治34年 - 大正15年      | 昭和元年 - 昭和25年          | 昭和26年 - 昭和30年    | 昭和31年 - 昭和64年         | 平成元年 - 現在       | 現在     |
| ---------- | ---------- | ---------------------- | -------------------------- | --------------------------- | ------------------------ | ---------------------------- | ---------------------- | --------------------------- | --------------------- | -------- |
| 村上城下   | [ 13 ]     | 明治19年 村上本町      | 村上本町                   | 村上本町                    | 村上本町                 | 昭和21年6月1日 村上町        | 昭和29年3月31日 村上市 | 村上市                      | 平成20年4月1日 村上市 | 村上市   |
| 村上城下   | [ 14 ]     | 明治19年 村上町        | 村上町                     | 村上町                      | 村上町                   | 昭和21年6月1日 村上町        | 昭和29年3月31日 村上市 | 村上市                      | 平成20年4月1日 村上市 | 村上市   |
| 岩船町     | 岩船町     | 岩船町                 | 岩船町                     | 岩船町                      | 岩船町                   | 岩船町                       | 昭和29年3月31日 村上市 | 村上市                      | 平成20年4月1日 村上市 | 村上市   |
| 三日市村   | 三日市村   | 三日市村               | 岩船町                     | 岩船町                      | 岩船町                   | 岩船町                       | 昭和29年3月31日 村上市 | 村上市                      | 平成20年4月1日 村上市 | 村上市   |
| 八日市村   | 八日市村   | 八日市村               | 岩船町                     | 岩船町                      | 岩船町                   | 岩船町                       | 昭和29年3月31日 村上市 | 村上市                      | 平成20年4月1日 村上市 | 村上市   |
| 瀬波町     | 瀬波町     | 瀬波町                 | 瀬波町                     | 瀬波町                      | 瀬波町                   | 瀬波町                       | 昭和29年3月31日 村上市 | 村上市                      | 平成20年4月1日 村上市 | 村上市   |
| 羽下ヶ淵村 | 羽下ヶ淵村 | 羽下ヶ淵村             | 瀬波町                     | 瀬波町                      | 瀬波町                   | 瀬波町                       | 昭和29年3月31日 村上市 | 村上市                      | 平成20年4月1日 村上市 | 村上市   |
| 下渡村     | 下渡村     | 下渡村                 | 瀬波町                     | 瀬波町                      | 瀬波町                   | 瀬波町                       | 昭和29年3月31日 村上市 | 村上市                      | 平成20年4月1日 村上市 | 村上市   |
| 浜新田村   | 浜新田村   | 浜新田村               | 瀬波町                     | 瀬波町                      | 瀬波町                   | 瀬波町                       | 昭和29年3月31日 村上市 | 村上市                      | 平成20年4月1日 村上市 | 村上市   |
| 松山村     | 松山村     | 松山村                 | 瀬波町                     | 瀬波町                      | 瀬波町                   | 瀬波町                       | 昭和29年3月31日 村上市 | 村上市                      | 平成20年4月1日 村上市 | 村上市   |
| 岩ヶ崎村   | 一部       | 岩ヶ崎村               | 上海府村                   | 上海府村                    | 上海府村                 | 明治25年12月9日 瀬波町に編入 | 昭和29年3月31日 村上市 | 村上市                      | 平成20年4月1日 村上市 | 村上市   |
| 岩ヶ崎村   | 一部       | 岩ヶ崎村               | 上海府村                   | 上海府村                    | 上海府村                 | 上海府村                     | 昭和29年3月31日 村上市 | 村上市                      | 平成20年4月1日 村上市 | 村上市   |
| 間島村     | 間島村     | 間島村                 | 上海府村                   | 上海府村                    | 上海府村                 | 上海府村                     | 昭和29年3月31日 村上市 | 村上市                      | 平成20年4月1日 村上市 | 村上市   |
| 柏尾村     | 柏尾村     | 柏尾村                 | 上海府村                   | 上海府村                    | 上海府村                 | 上海府村                     | 昭和29年3月31日 村上市 | 村上市                      | 平成20年4月1日 村上市 | 村上市   |
| 吉浦村     | 吉浦村     | 吉浦村                 | 上海府村                   | 上海府村                    | 上海府村                 | 上海府村                     | 昭和29年3月31日 村上市 | 村上市                      | 平成20年4月1日 村上市 | 村上市   |
| 早川村     | 早川村     | 早川村                 | 上海府村                   | 上海府村                    | 上海府村                 | 上海府村                     | 昭和29年3月31日 村上市 | 村上市                      | 平成20年4月1日 村上市 | 村上市   |
| 馬下村     | 馬下村     | 馬下村                 | 上海府村                   | 上海府村                    | 上海府村                 | 上海府村                     | 昭和29年3月31日 村上市 | 村上市                      | 平成20年4月1日 村上市 | 村上市   |
| 野潟村     | 野潟村     | 野潟村                 | 上海府村                   | 上海府村                    | 上海府村                 | 上海府村                     | 昭和29年3月31日 村上市 | 村上市                      | 平成20年4月1日 村上市 | 村上市   |
| 大月村     | 大月村     | 大月村                 | 上海府村                   | 上海府村                    | 上海府村                 | 上海府村                     | 昭和29年3月31日 村上市 | 村上市                      | 平成20年4月1日 村上市 | 村上市   |
| 山辺里村   | 山辺里村   | 山辺里村               | 山辺里村                   | 山辺里村                    | 明治34年11月1日 山辺里村 | 山辺里村                     | 昭和29年3月31日 村上市 | 村上市                      | 平成20年4月1日 村上市 | 村上市   |
| 興野村     | 興野村     | 明治12年 改称 西興野村 | 山辺里村                   | 山辺里村                    | 明治34年11月1日 山辺里村 | 山辺里村                     | 昭和29年3月31日 村上市 | 村上市                      | 平成20年4月1日 村上市 | 村上市   |
| 四日市村   | 四日市村   | 四日市村               | 山辺里村                   | 山辺里村                    | 明治34年11月1日 山辺里村 | 山辺里村                     | 昭和29年3月31日 村上市 | 村上市                      | 平成20年4月1日 村上市 | 村上市   |
| 天神岡村   | 天神岡村   | 天神岡村               | 山辺里村                   | 山辺里村                    | 明治34年11月1日 山辺里村 | 山辺里村                     | 昭和29年3月31日 村上市 | 村上市                      | 平成20年4月1日 村上市 | 村上市   |
| 中間町     | 中間町     | 中間町                 | 山辺里村                   | 山辺里村                    | 明治34年11月1日 山辺里村 | 山辺里村                     | 昭和29年3月31日 村上市 | 村上市                      | 平成20年4月1日 村上市 | 村上市   |
| 興野村     | 興野村     | 明治12年 改称 東興野村 | 山辺里村                   | 山辺里村                    | 明治34年11月1日 山辺里村 | 山辺里村                     | 昭和29年3月31日 村上市 | 村上市                      | 平成20年4月1日 村上市 | 村上市   |
| 坪根村     | 坪根村     | 坪根村                 | 山辺里村                   | 山辺里村                    | 明治34年11月1日 山辺里村 | 山辺里村                     | 昭和29年3月31日 村上市 | 村上市                      | 平成20年4月1日 村上市 | 村上市   |
| 下相川村   | 下相川村   | 下相川村               | 山辺里村                   | 山辺里村                    | 明治34年11月1日 山辺里村 | 山辺里村                     | 昭和29年3月31日 村上市 | 村上市                      | 平成20年4月1日 村上市 | 村上市   |
| 上相川村   | 上相川村   | 上相川村               | 山辺里村                   | 山辺里村                    | 明治34年11月1日 山辺里村 | 山辺里村                     | 昭和29年3月31日 村上市 | 村上市                      | 平成20年4月1日 村上市 | 村上市   |
| 日下村     | 日下村     | 日下村                 | 山辺里村                   | 山辺里村                    | 明治34年11月1日 山辺里村 | 山辺里村                     | 昭和29年3月31日 村上市 | 村上市                      | 平成20年4月1日 村上市 | 村上市   |
| 下山田村   | 下山田村   | 下山田村               | 山辺里村                   | 山辺里村                    | 明治34年11月1日 山辺里村 | 山辺里村                     | 昭和29年3月31日 村上市 | 村上市                      | 平成20年4月1日 村上市 | 村上市   |
| 上山田村   | 上山田村   | 上山田村               | 山辺里村                   | 山辺里村                    | 明治34年11月1日 山辺里村 | 山辺里村                     | 昭和29年3月31日 村上市 | 村上市                      | 平成20年4月1日 村上市 | 村上市   |
| 門前村     | 門前村     | 門前村                 | 門前谷村                   | 門前谷村                    | 明治34年11月1日 山辺里村 | 山辺里村                     | 昭和29年3月31日 村上市 | 村上市                      | 平成20年4月1日 村上市 | 村上市   |
| 大栗田村   | 大栗田村   | 大栗田村               | 門前谷村                   | 門前谷村                    | 明治34年11月1日 山辺里村 | 山辺里村                     | 昭和29年3月31日 村上市 | 村上市                      | 平成20年4月1日 村上市 | 村上市   |
| 赤沢村     | 赤沢村     | 赤沢村                 | 門前谷村                   | 門前谷村                    | 明治34年11月1日 山辺里村 | 山辺里村                     | 昭和29年3月31日 村上市 | 村上市                      | 平成20年4月1日 村上市 | 村上市   |
| 菅沼村     | 菅沼村     | 菅沼村                 | 門前谷村                   | 門前谷村                    | 明治34年11月1日 山辺里村 | 山辺里村                     | 昭和29年3月31日 村上市 | 村上市                      | 平成20年4月1日 村上市 | 村上市   |
| 鋳物師村   | 鋳物師村   | 鋳物師村               | 門前谷村                   | 門前谷村                    | 明治34年11月1日 山辺里村 | 山辺里村                     | 昭和29年3月31日 村上市 | 村上市                      | 平成20年4月1日 村上市 | 村上市   |
| 大関村     | 大関村     | 大関村                 | 門前谷村                   | 門前谷村                    | 明治34年11月1日 山辺里村 | 山辺里村                     | 昭和29年3月31日 村上市 | 村上市                      | 平成20年4月1日 村上市 | 村上市   |
| 小谷村     | 小谷村     | 小谷村                 | 門前谷村                   | 門前谷村                    | 明治34年11月1日 山辺里村 | 山辺里村                     | 昭和29年3月31日 村上市 | 村上市                      | 平成20年4月1日 村上市 | 村上市   |
| 松沢村     | 松沢村     | 松沢村                 | 神納村                     | 神納村                      | 明治34年11月1日 神納村   | 神納村                       | 昭和30年1月10日 神林村 | 神林村                      | 平成20年4月1日 村上市 | 村上市   |
| 岩野沢村   | 岩野沢村   | 岩野沢村               | 神納村                     | 神納村                      | 明治34年11月1日 神納村   | 神納村                       | 昭和30年1月10日 神林村 | 神林村                      | 平成20年4月1日 村上市 | 村上市   |
| 山田村     | 山田村     | 山田村                 | 神納村                     | 神納村                      | 明治34年11月1日 神納村   | 神納村                       | 昭和30年1月10日 神林村 | 神林村                      | 平成20年4月1日 村上市 | 村上市   |
| 飯岡村     | 飯岡村     | 飯岡村                 | 神納村                     | 神納村                      | 明治34年11月1日 神納村   | 神納村                       | 昭和30年1月10日 神林村 | 神林村                      | 平成20年4月1日 村上市 | 村上市   |
| 桃川村     | 桃川村     | 桃川村                 | 神納村                     | 神納村                      | 明治34年11月1日 神納村   | 神納村                       | 昭和30年1月10日 神林村 | 神林村                      | 平成20年4月1日 村上市 | 村上市   |
| 河内村     | 河内村     | 河内村                 | 神納村                     | 神納村                      | 明治34年11月1日 神納村   | 神納村                       | 昭和30年1月10日 神林村 | 神林村                      | 平成20年4月1日 村上市 | 村上市   |
| 上有明村   | 上有明村   | 明治19年 有明村        | 神納村                     | 神納村                      | 明治34年11月1日 神納村   | 神納村                       | 昭和30年1月10日 神林村 | 神林村                      | 平成20年4月1日 村上市 | 村上市   |
| 下有明村   |            | 明治19年 有明村        | 神納村                     | 神納村                      | 明治34年11月1日 神納村   | 神納村                       | 昭和30年1月10日 神林村 | 神林村                      | 平成20年4月1日 村上市 | 村上市   |
| 小出村     | 小出村     | 小出村                 | 神納村                     | 神納村                      | 明治34年11月1日 神納村   | 神納村                       | 昭和30年1月10日 神林村 | 神林村                      | 平成20年4月1日 村上市 | 村上市   |
| 殿岡村     | 殿岡村     | 殿岡村                 | 神納村                     | 神納村                      | 明治34年11月1日 神納村   | 神納村                       | 昭和30年1月10日 神林村 | 神林村                      | 平成20年4月1日 村上市 | 村上市   |
| 指合村     | 指合村     | 指合村                 | 神納村                     | 神納村                      | 明治34年11月1日 神納村   | 神納村                       | 昭和30年1月10日 神林村 | 神林村                      | 平成20年4月1日 村上市 | 村上市   |
| 大平村     | 大平村     | 明治12年 改称 南大平村 | 神納村                     | 神納村                      | 明治34年11月1日 神納村   | 神納村                       | 昭和30年1月10日 神林村 | 神林村                      | 平成20年4月1日 村上市 | 村上市   |
| 里本庄村   | 里本庄村   | 里本庄村               | 東神納村                   | 東神納村                    | 明治34年11月1日 神納村   | 神納村                       | 昭和30年1月10日 神林村 | 神林村                      | 平成20年4月1日 村上市 | 村上市   |
| 山屋村     | 山屋村     | 山屋村                 | 東神納村                   | 東神納村                    | 明治34年11月1日 神納村   | 神納村                       | 昭和30年1月10日 神林村 | 神林村                      | 平成20年4月1日 村上市 | 村上市   |
| 上助淵村   | 上助淵村   | 上助淵村               | 東神納村                   | 東神納村                    | 明治34年11月1日 神納村   | 神納村                       | 昭和30年1月10日 神林村 | 神林村                      | 平成20年4月1日 村上市 | 村上市   |
| 志田平村   | 志田平村   | 志田平村               | 東神納村                   | 東神納村                    | 明治34年11月1日 神納村   | 神納村                       | 昭和30年1月10日 神林村 | 神林村                      | 平成20年4月1日 村上市 | 村上市   |
| 七湊村     | 七湊村     | 七湊村                 | 東神納村                   | 東神納村                    | 明治34年11月1日 神納村   | 神納村                       | 昭和30年1月10日 神林村 | 神林村                      | 平成20年4月1日 村上市 | 村上市   |
| 下助淵村   | 下助淵村   | 下助淵村               | 東神納村                   | 東神納村                    | 明治34年11月1日 神納村   | 神納村                       | 昭和30年1月10日 神林村 | 神林村                      | 平成20年4月1日 村上市 | 村上市   |
| 平林町     | 平林町     | 平林町                 | 平林村                     | 平林村                      | 明治34年11月1日 平林村   | 平林村                       | 昭和30年1月10日 神林村 | 神林村                      | 平成20年4月1日 村上市 | 村上市   |
| 葛籠山村   | 葛籠山村   | 明治12年頃 葛籠山村    | 平林村                     | 平林村                      | 明治34年11月1日 平林村   | 平林村                       | 昭和30年1月10日 神林村 | 神林村                      | 平成20年4月1日 村上市 | 村上市   |
| 興野村     |            | 明治12年頃 葛籠山村    | 平林村                     | 平林村                      | 明治34年11月1日 平林村   | 平林村                       | 昭和30年1月10日 神林村 | 神林村                      | 平成20年4月1日 村上市 | 村上市   |
| 川部村     | 川部村     | 川部村                 | 平林村                     | 平林村                      | 明治34年11月1日 平林村   | 平林村                       | 昭和30年1月10日 神林村 | 神林村                      | 平成20年4月1日 村上市 | 村上市   |
| 小岩内村   | 小岩内村   | 明治19年 小岩内村      | 平林村                     | 平林村                      | 明治34年11月1日 平林村   | 平林村                       | 昭和30年1月10日 神林村 | 神林村                      | 平成20年4月1日 村上市 | 村上市   |
| 高野新田   |            | 明治19年 小岩内村      | 平林村                     | 平林村                      | 明治34年11月1日 平林村   | 平林村                       | 昭和30年1月10日 神林村 | 神林村                      | 平成20年4月1日 村上市 | 村上市   |
| 宿田村     | 宿田村     | 宿田村                 | 平林村                     | 平林村                      | 明治34年11月1日 平林村   | 平林村                       | 昭和30年1月10日 神林村 | 神林村                      | 平成20年4月1日 村上市 | 村上市   |
| 塩谷町     | 塩谷町     | 塩谷町                 | 塩谷村                     | 塩谷村                      | 明治34年11月1日 平林村   | 平林村                       | 昭和30年1月10日 神林村 | 神林村                      | 平成20年4月1日 村上市 | 村上市   |
| 長松村     | 長松村     | 長松村                 | 塩谷村                     | 塩谷村                      | 明治34年11月1日 平林村   | 平林村                       | 昭和30年1月10日 神林村 | 神林村                      | 平成20年4月1日 村上市 | 村上市   |
| 新保村     | 新保村     | 明治12年 改称 北新保村 | 塩谷村                     | 塩谷村                      | 明治34年11月1日 平林村   | 平林村                       | 昭和30年1月10日 神林村 | 神林村                      | 平成20年4月1日 村上市 | 村上市   |
| 福田村     | 福田村     | 福田村                 | 塩谷村                     | 塩谷村                      | 明治34年11月1日 平林村   | 平林村                       | 昭和30年1月10日 神林村 | 神林村                      | 平成20年4月1日 村上市 | 村上市   |
| 牛屋村     | 牛屋村     | 牛屋村                 | 塩谷村                     | 塩谷村                      | 明治34年11月1日 平林村   | 平林村                       | 昭和30年1月10日 神林村 | 神林村                      | 平成20年4月1日 村上市 | 村上市   |
| 新飯田村   | 新飯田村   | 新飯田村               | 西神納村                   | 西神納村                    | 西神納村                 | 西神納村                     | 昭和30年1月10日 神林村 | 神林村                      | 平成20年4月1日 村上市 | 村上市   |
| 小口川村   | 小口川村   | 小口川村               | 西神納村                   | 西神納村                    | 西神納村                 | 西神納村                     | 昭和30年1月10日 神林村 | 神林村                      | 平成20年4月1日 村上市 | 村上市   |
| 高御堂村   | 高御堂村   | 高御堂村               | 西神納村                   | 西神納村                    | 西神納村                 | 西神納村                     | 昭和30年1月10日 神林村 | 神林村                      | 平成20年4月1日 村上市 | 村上市   |
| 大塚村     | 大塚村     | 大塚村                 | 西神納村                   | 西神納村                    | 西神納村                 | 西神納村                     | 昭和30年1月10日 神林村 | 神林村                      | 平成20年4月1日 村上市 | 村上市   |
| 潟端村     | 潟端村     | 潟端村                 | 西神納村                   | 西神納村                    | 西神納村                 | 西神納村                     | 昭和30年1月10日 神林村 | 神林村                      | 平成20年4月1日 村上市 | 村上市   |
| 今宿村     | 今宿村     | 今宿村                 | 西神納村                   | 西神納村                    | 西神納村                 | 西神納村                     | 昭和30年1月10日 神林村 | 神林村                      | 平成20年4月1日 村上市 | 村上市   |
| 九日市村   | 九日市村   | 九日市村               | 西神納村                   | 西神納村                    | 西神納村                 | 西神納村                     | 昭和30年1月10日 神林村 | 神林村                      | 平成20年4月1日 村上市 | 村上市   |
| 牧目村     | 牧目村     | 牧目村                 | 西神納村                   | 西神納村                    | 西神納村                 | 西神納村                     | 昭和30年1月10日 神林村 | 神林村                      | 平成20年4月1日 村上市 | 村上市   |
| 田中村     | 田中村     | 明治12年 改称 南田中村 | 西神納村                   | 西神納村                    | 西神納村                 | 西神納村                     | 昭和30年1月10日 神林村 | 神林村                      | 平成20年4月1日 村上市 | 村上市   |
| 府屋町     | 府屋町     | 明治19年 府屋町        | 大川谷村                   | 大川谷村                    | 大川谷村                 | 大川谷村                     | 昭和30年3月31日 山北村 | 昭和40年11月3日 町制 山北町 | 平成20年4月1日 村上市 | 村上市   |
| 金ヶ浦村   |            | 明治19年 府屋町        | 大川谷村                   | 大川谷村                    | 大川谷村                 | 大川谷村                     | 昭和30年3月31日 山北村 | 昭和40年11月3日 町制 山北町 | 平成20年4月1日 村上市 | 村上市   |
| 温出村     | 温出村     | 温出村                 | 大川谷村                   | 大川谷村                    | 大川谷村                 | 大川谷村                     | 昭和30年3月31日 山北村 | 昭和40年11月3日 町制 山北町 | 平成20年4月1日 村上市 | 村上市   |
| 荒川口村   | 荒川口村   | 荒川口村               | 大川谷村                   | 大川谷村                    | 大川谷村                 | 大川谷村                     | 昭和30年3月31日 山北村 | 昭和40年11月3日 町制 山北町 | 平成20年4月1日 村上市 | 村上市   |
| 朴平村     | 朴平村     | 朴平村                 | 大川谷村                   | 大川谷村                    | 大川谷村                 | 大川谷村                     | 昭和30年3月31日 山北村 | 昭和40年11月3日 町制 山北町 | 平成20年4月1日 村上市 | 村上市   |
| 杉平村     | 杉平村     | 杉平村                 | 大川谷村                   | 大川谷村                    | 大川谷村                 | 大川谷村                     | 昭和30年3月31日 山北村 | 昭和40年11月3日 町制 山北町 | 平成20年4月1日 村上市 | 村上市   |
| 岩崎村     | 岩崎村     | 岩崎村                 | 大川谷村                   | 大川谷村                    | 大川谷村                 | 大川谷村                     | 昭和30年3月31日 山北村 | 昭和40年11月3日 町制 山北町 | 平成20年4月1日 村上市 | 村上市   |
| 遅郷村     | 遅郷村     | 遅郷村                 | 大川谷村                   | 大川谷村                    | 大川谷村                 | 大川谷村                     | 昭和30年3月31日 山北村 | 昭和40年11月3日 町制 山北町 | 平成20年4月1日 村上市 | 村上市   |
| 中浜村     | 中浜村     | 明治10年 中浜村        | 大川谷村                   | 大川谷村                    | 大川谷村                 | 大川谷村                     | 昭和30年3月31日 山北村 | 昭和40年11月3日 町制 山北町 | 平成20年4月1日 村上市 | 村上市   |
| 原海村     |            | 明治10年 中浜村        | 大川谷村                   | 大川谷村                    | 大川谷村                 | 大川谷村                     | 昭和30年3月31日 山北村 | 昭和40年11月3日 町制 山北町 | 平成20年4月1日 村上市 | 村上市   |
| 堀之内村   | 堀之内村   | 堀之内村               | 大川谷村                   | 大川谷村                    | 大川谷村                 | 大川谷村                     | 昭和30年3月31日 山北村 | 昭和40年11月3日 町制 山北町 | 平成20年4月1日 村上市 | 村上市   |
| 岩石村     | 岩石村     | 岩石村                 | 大川谷村                   | 大川谷村                    | 大川谷村                 | 大川谷村                     | 昭和30年3月31日 山北村 | 昭和40年11月3日 町制 山北町 | 平成20年4月1日 村上市 | 村上市   |
| 大谷沢村   | 大谷沢村   | 大谷沢村               | 大川谷村                   | 大川谷村                    | 大川谷村                 | 大川谷村                     | 昭和30年3月31日 山北村 | 昭和40年11月3日 町制 山北町 | 平成20年4月1日 村上市 | 村上市   |
| 塔ノ下村   | 塔ノ下村   | 塔ノ下村               | 大川谷村                   | 大川谷村                    | 大川谷村                 | 大川谷村                     | 昭和30年3月31日 山北村 | 昭和40年11月3日 町制 山北町 | 平成20年4月1日 村上市 | 村上市   |
| 勝木村     | 勝木村     | 勝木村                 | 八幡村                     | 八幡村                      | 八幡村                   | 八幡村                       | 昭和30年3月31日 山北村 | 昭和40年11月3日 町制 山北町 | 平成20年4月1日 村上市 | 村上市   |
| 碁石村     | 碁石村     | 碁石村                 | 八幡村                     | 八幡村                      | 八幡村                   | 八幡村                       | 昭和30年3月31日 山北村 | 昭和40年11月3日 町制 山北町 | 平成20年4月1日 村上市 | 村上市   |
| 下大蔵村   | 下大蔵村   | 下大蔵村               | 八幡村                     | 八幡村                      | 八幡村                   | 八幡村                       | 昭和30年3月31日 山北村 | 昭和40年11月3日 町制 山北町 | 平成20年4月1日 村上市 | 村上市   |
| 上大蔵村   | 上大蔵村   | 上大蔵村               | 八幡村                     | 八幡村                      | 八幡村                   | 八幡村                       | 昭和30年3月31日 山北村 | 昭和40年11月3日 町制 山北町 | 平成20年4月1日 村上市 | 村上市   |
| 長坂村     | 長坂村     | 長坂村                 | 八幡村                     | 八幡村                      | 八幡村                   | 八幡村                       | 昭和30年3月31日 山北村 | 昭和40年11月3日 町制 山北町 | 平成20年4月1日 村上市 | 村上市   |
| 垣野内村   | 垣野内村   | 垣野内村               | 八幡村                     | 八幡村                      | 八幡村                   | 八幡村                       | 昭和30年3月31日 山北村 | 昭和40年11月3日 町制 山北町 | 平成20年4月1日 村上市 | 村上市   |
| 下大鳥村   | 下大鳥村   | 下大鳥村               | 八幡村                     | 八幡村                      | 八幡村                   | 八幡村                       | 昭和30年3月31日 山北村 | 昭和40年11月3日 町制 山北町 | 平成20年4月1日 村上市 | 村上市   |
| 上大鳥村   | 上大鳥村   | 上大鳥村               | 八幡村                     | 八幡村                      | 八幡村                   | 八幡村                       | 昭和30年3月31日 山北村 | 昭和40年11月3日 町制 山北町 | 平成20年4月1日 村上市 | 村上市   |
| 田中村     | 田中村     | 明治12年 改称 北田中村 | 八幡村                     | 八幡村                      | 八幡村                   | 八幡村                       | 昭和30年3月31日 山北村 | 昭和40年11月3日 町制 山北町 | 平成20年4月1日 村上市 | 村上市   |
| 赤谷村     | 赤谷村     | 明治12年 改称 北赤谷村 | 八幡村                     | 八幡村                      | 八幡村                   | 八幡村                       | 昭和30年3月31日 山北村 | 昭和40年11月3日 町制 山北町 | 平成20年4月1日 村上市 | 村上市   |
| 遠矢崎村   | 遠矢崎村   | 遠矢崎村               | 八幡村                     | 八幡村                      | 八幡村                   | 八幡村                       | 昭和30年3月31日 山北村 | 昭和40年11月3日 町制 山北町 | 平成20年4月1日 村上市 | 村上市   |
| 立島村     | 立島村     | 立島村                 | 八幡村                     | 八幡村                      | 八幡村                   | 八幡村                       | 昭和30年3月31日 山北村 | 昭和40年11月3日 町制 山北町 | 平成20年4月1日 村上市 | 村上市   |
| 間瀬村     | 間瀬村     | 間瀬村                 | 八幡村                     | 八幡村                      | 八幡村                   | 八幡村                       | 昭和30年3月31日 山北村 | 昭和40年11月3日 町制 山北町 | 平成20年4月1日 村上市 | 村上市   |
| 寝屋村     | 寝屋村     | 寝屋村                 | 八幡村                     | 八幡村                      | 八幡村                   | 八幡村                       | 昭和30年3月31日 山北村 | 昭和40年11月3日 町制 山北町 | 平成20年4月1日 村上市 | 村上市   |
| 鵜泊村     | 鵜泊村     | 鵜泊村                 | 八幡村                     | 八幡村                      | 八幡村                   | 八幡村                       | 昭和30年3月31日 山北村 | 昭和40年11月3日 町制 山北町 | 平成20年4月1日 村上市 | 村上市   |
| 板屋沢村   | 板屋沢村   | 板屋沢村               | 八幡村                     | 八幡村                      | 八幡村                   | 八幡村                       | 昭和30年3月31日 山北村 | 昭和40年11月3日 町制 山北町 | 平成20年4月1日 村上市 | 村上市   |
| 中村       | 中村       | 明治12年 改称 北中村   | 黒川俣村                   | 黒川俣村                    | 黒川俣村                 | 黒川俣村                     | 昭和30年3月31日 山北村 | 昭和40年11月3日 町制 山北町 | 平成20年4月1日 村上市 | 村上市   |
| 大毎村     | 大毎村     | 大毎村                 | 黒川俣村                   | 黒川俣村                    | 黒川俣村                 | 黒川俣村                     | 昭和30年3月31日 山北村 | 昭和40年11月3日 町制 山北町 | 平成20年4月1日 村上市 | 村上市   |
| 大沢村     | 大沢村     | 大沢村                 | 黒川俣村                   | 黒川俣村                    | 黒川俣村                 | 黒川俣村                     | 昭和30年3月31日 山北村 | 昭和40年11月3日 町制 山北町 | 平成20年4月1日 村上市 | 村上市   |
| 北黒川村   | 北黒川村   | 北黒川村               | 黒川俣村                   | 黒川俣村                    | 黒川俣村                 | 黒川俣村                     | 昭和30年3月31日 山北村 | 昭和40年11月3日 町制 山北町 | 平成20年4月1日 村上市 | 村上市   |
| 中津原村   | 中津原村   | 中津原村               | 黒川俣村                   | 黒川俣村                    | 黒川俣村                 | 黒川俣村                     | 昭和30年3月31日 山北村 | 昭和40年11月3日 町制 山北町 | 平成20年4月1日 村上市 | 村上市   |
| 荒川村     | 荒川村     | 荒川村                 | 黒川俣村                   | 黒川俣村                    | 黒川俣村                 | 黒川俣村                     | 昭和30年3月31日 山北村 | 昭和40年11月3日 町制 山北町 | 平成20年4月1日 村上市 | 村上市   |
| 中継村     | 中継村     | 中継村                 | 中俣村                     | 中俣村                      | 中俣村                   | 中俣村                       | 昭和30年3月31日 山北村 | 昭和40年11月3日 町制 山北町 | 平成20年4月1日 村上市 | 村上市   |
| 小俣村     | 小俣村     | 小俣村                 | 中俣村                     | 中俣村                      | 中俣村                   | 中俣村                       | 昭和30年3月31日 山北村 | 昭和40年11月3日 町制 山北町 | 平成20年4月1日 村上市 | 村上市   |
| 大代村     | 大代村     | 大代村                 | 中俣村                     | 中俣村                      | 中俣村                   | 中俣村                       | 昭和30年3月31日 山北村 | 昭和40年11月3日 町制 山北町 | 平成20年4月1日 村上市 | 村上市   |
| 雷村       | 雷村       | 雷村                   | 中俣村                     | 中俣村                      | 中俣村                   | 中俣村                       | 昭和30年3月31日 山北村 | 昭和40年11月3日 町制 山北町 | 平成20年4月1日 村上市 | 村上市   |
| 山熊田村   | 山熊田村   | 山熊田村               | 中俣村                     | 中俣村                      | 中俣村                   | 中俣村                       | 昭和30年3月31日 山北村 | 昭和40年11月3日 町制 山北町 | 平成20年4月1日 村上市 | 村上市   |
| 新保村     | 新保村     | 明治12年 改称 浜新保村 | 下海府村                   | 下海府村                    | 下海府村                 | 下海府村                     | 昭和30年3月31日 山北村 | 昭和40年11月3日 町制 山北町 | 平成20年4月1日 村上市 | 村上市   |
| 桑川村     | 桑川村     | 桑川村                 | 下海府村                   | 下海府村                    | 下海府村                 | 下海府村                     | 昭和30年3月31日 山北村 | 昭和40年11月3日 町制 山北町 | 平成20年4月1日 村上市 | 村上市   |
| 笹川村     | 笹川村     | 笹川村                 | 下海府村                   | 下海府村                    | 下海府村                 | 下海府村                     | 昭和30年3月31日 山北村 | 昭和40年11月3日 町制 山北町 | 平成20年4月1日 村上市 | 村上市   |
| 板貝村     | 板貝村     | 板貝村                 | 下海府村                   | 下海府村                    | 下海府村                 | 下海府村                     | 昭和30年3月31日 山北村 | 昭和40年11月3日 町制 山北町 | 平成20年4月1日 村上市 | 村上市   |
| 今川村     | 今川村     | 今川村                 | 下海府村                   | 下海府村                    | 下海府村                 | 下海府村                     | 昭和30年3月31日 山北村 | 昭和40年11月3日 町制 山北町 | 平成20年4月1日 村上市 | 村上市   |
| 脇川村     | 脇川村     | 脇川村                 | 下海府村                   | 下海府村                    | 下海府村                 | 下海府村                     | 昭和30年3月31日 山北村 | 昭和40年11月3日 町制 山北町 | 平成20年4月1日 村上市 | 村上市   |
| 寒川村     | 寒川村     | 寒川村                 | 下海府村                   | 下海府村                    | 下海府村                 | 下海府村                     | 昭和30年3月31日 山北村 | 昭和40年11月3日 町制 山北町 | 平成20年4月1日 村上市 | 村上市   |
| 越沢村     | 越沢村     | 越沢村                 | 下海府村                   | 下海府村                    | 下海府村                 | 下海府村                     | 昭和30年3月31日 山北村 | 昭和40年11月3日 町制 山北町 | 平成20年4月1日 村上市 | 村上市   |
| 芦谷村     | 芦谷村     | 芦谷村                 | 下海府村                   | 下海府村                    | 下海府村                 | 下海府村                     | 昭和30年3月31日 山北村 | 昭和40年11月3日 町制 山北町 | 平成20年4月1日 村上市 | 村上市   |
| 大場沢村   | 大場沢村   | 大場沢村               | 館腰村                     | 館腰村                      | 明治34年11月1日 館腰村   | 館腰村                       | 昭和29年10月1日 朝日村 | 朝日村                      | 平成20年4月1日 村上市 | 村上市   |
| 古渡路村   | 古渡路村   | 古渡路村               | 館腰村                     | 館腰村                      | 明治34年11月1日 館腰村   | 館腰村                       | 昭和29年10月1日 朝日村 | 朝日村                      | 平成20年4月1日 村上市 | 村上市   |
| 十川村     | 十川村     | 十川村                 | 館腰村                     | 館腰村                      | 明治34年11月1日 館腰村   | 館腰村                       | 昭和29年10月1日 朝日村 | 朝日村                      | 平成20年4月1日 村上市 | 村上市   |
| 小川村     | 小川村     | 小川村                 | 館腰村                     | 館腰村                      | 明治34年11月1日 館腰村   | 館腰村                       | 昭和29年10月1日 朝日村 | 朝日村                      | 平成20年4月1日 村上市 | 村上市   |
| 新保村     | 新保村     | 明治12年 改称 下新保村 | 館腰村                     | 館腰村                      | 明治34年11月1日 館腰村   | 館腰村                       | 昭和29年10月1日 朝日村 | 朝日村                      | 平成20年4月1日 村上市 | 村上市   |
| 笹平村     | 笹平村     | 笹平村                 | 長津村                     | 長津村                      | 明治34年11月1日 館腰村   | 館腰村                       | 昭和29年10月1日 朝日村 | 朝日村                      | 平成20年4月1日 村上市 | 村上市   |
| 釜杭村     | 釜杭村     | 釜杭村                 | 長津村                     | 長津村                      | 明治34年11月1日 館腰村   | 館腰村                       | 昭和29年10月1日 朝日村 | 朝日村                      | 平成20年4月1日 村上市 | 村上市   |
| 小揚村     | 小揚村     | 小揚村                 | 長津村                     | 長津村                      | 明治34年11月1日 館腰村   | 館腰村                       | 昭和29年10月1日 朝日村 | 朝日村                      | 平成20年4月1日 村上市 | 村上市   |
| 柳生戸村   | 柳生戸村   | 柳生戸村               | 長津村                     | 長津村                      | 明治34年11月1日 館腰村   | 館腰村                       | 昭和29年10月1日 朝日村 | 朝日村                      | 平成20年4月1日 村上市 | 村上市   |
| 荒屋村     | 荒屋村     | 明治4年頃 改称 新屋村  | 新屋村                     | 新屋村                      | 明治34年11月1日 三面村   | 三面村                       | 昭和29年10月1日 朝日村 | 朝日村                      | 平成20年4月1日 村上市 | 村上市   |
| 堀野村     | 堀野村     | 堀野村                 | 新屋村                     | 新屋村                      | 明治34年11月1日 三面村   | 三面村                       | 昭和29年10月1日 朝日村 | 朝日村                      | 平成20年4月1日 村上市 | 村上市   |
| 上中島村   | 上中島村   | 明治19年 上中島村      | 新屋村                     | 新屋村                      | 明治34年11月1日 三面村   | 三面村                       | 昭和29年10月1日 朝日村 | 朝日村                      | 平成20年4月1日 村上市 | 村上市   |
| 水野村     |            | 明治19年 上中島村      | 新屋村                     | 新屋村                      | 明治34年11月1日 三面村   | 三面村                       | 昭和29年10月1日 朝日村 | 朝日村                      | 平成20年4月1日 村上市 | 村上市   |
| 石住村     | 石住村     | 石住村                 | 新屋村                     | 新屋村                      | 明治34年11月1日 三面村   | 三面村                       | 昭和29年10月1日 朝日村 | 朝日村                      | 平成20年4月1日 村上市 | 村上市   |
| 中神保村   | 中神保村   | 中神保村               | 新屋村                     | 新屋村                      | 明治34年11月1日 三面村   | 三面村                       | 昭和29年10月1日 朝日村 | 朝日村                      | 平成20年4月1日 村上市 | 村上市   |
| 石栗新田   | 石栗新田   | 石栗新田               | 新屋村                     | 新屋村                      | 明治34年11月1日 三面村   | 三面村                       | 昭和29年10月1日 朝日村 | 朝日村                      | 平成20年4月1日 村上市 | 村上市   |
| 岩崩村     | 岩崩村     | 岩崩村                 | 新屋村                     | 新屋村                      | 明治34年11月1日 三面村   | 三面村                       | 昭和29年10月1日 朝日村 | 朝日村                      | 平成20年4月1日 村上市 | 村上市   |
| 茎太村     | 茎太村     | 茎太村                 | 新屋村                     | 新屋村                      | 明治34年11月1日 三面村   | 三面村                       | 昭和29年10月1日 朝日村 | 朝日村                      | 平成20年4月1日 村上市 | 村上市   |
| 三面村     | 三面村     | 三面村                 | 新屋村                     | 新屋村                      | 明治34年11月1日 三面村   | 三面村                       | 昭和29年10月1日 朝日村 | 朝日村                      | 平成20年4月1日 村上市 | 村上市   |
| 千縄村     | 千縄村     | 千縄村                 | 布部村                     | 布部村                      | 明治34年11月1日 三面村   | 三面村                       | 昭和29年10月1日 朝日村 | 朝日村                      | 平成20年4月1日 村上市 | 村上市   |
| 布部村     | 布部村     | 布部村                 | 布部村                     | 布部村                      | 明治34年11月1日 三面村   | 三面村                       | 昭和29年10月1日 朝日村 | 朝日村                      | 平成20年4月1日 村上市 | 村上市   |
| 猿田村     | 猿田村     | 猿田村                 | 布部村                     | 布部村                      | 明治34年11月1日 三面村   | 三面村                       | 昭和29年10月1日 朝日村 | 朝日村                      | 平成20年4月1日 村上市 | 村上市   |
| 猿沢村     | 猿沢村     | 猿沢村                 | 猿沢村                     | 猿沢村                      | 明治34年11月1日 猿沢村   | 猿沢村                       | 昭和29年10月1日 朝日村 | 朝日村                      | 平成20年4月1日 村上市 | 村上市   |
| 川端村     | 川端村     | 川端村                 | 猿沢村                     | 猿沢村                      | 明治34年11月1日 猿沢村   | 猿沢村                       | 昭和29年10月1日 朝日村 | 朝日村                      | 平成20年4月1日 村上市 | 村上市   |
| 檜原村     | 檜原村     | 檜原村                 | 猿沢村                     | 猿沢村                      | 明治34年11月1日 猿沢村   | 猿沢村                       | 昭和29年10月1日 朝日村 | 朝日村                      | 平成20年4月1日 村上市 | 村上市   |
| 板屋越村   | 板屋越村   | 板屋越村               | 猿沢村                     | 猿沢村                      | 明治34年11月1日 猿沢村   | 猿沢村                       | 昭和29年10月1日 朝日村 | 朝日村                      | 平成20年4月1日 村上市 | 村上市   |
| 鵜渡路村   | 鵜渡路村   | 鵜渡路村               | 鵜渡路村                   | 鵜渡路村                    | 明治34年11月1日 猿沢村   | 猿沢村                       | 昭和29年10月1日 朝日村 | 朝日村                      | 平成20年4月1日 村上市 | 村上市   |
| 上野村     | 上野村     | 上野村                 | 鵜渡路村                   | 鵜渡路村                    | 明治34年11月1日 猿沢村   | 猿沢村                       | 昭和29年10月1日 朝日村 | 朝日村                      | 平成20年4月1日 村上市 | 村上市   |
| 下中島村   | 下中島村   | 下中島村               | 鵜渡路村                   | 鵜渡路村                    | 明治34年11月1日 猿沢村   | 猿沢村                       | 昭和29年10月1日 朝日村 | 朝日村                      | 平成20年4月1日 村上市 | 村上市   |
| 寺尾村     | 寺尾村     | 寺尾村                 | 鵜渡路村                   | 鵜渡路村                    | 明治34年11月1日 猿沢村   | 猿沢村                       | 昭和29年10月1日 朝日村 | 朝日村                      | 平成20年4月1日 村上市 | 村上市   |
| 宮下村     | 宮下村     | 宮下村                 | 鵜渡路村                   | 鵜渡路村                    | 明治34年11月1日 猿沢村   | 猿沢村                       | 昭和29年10月1日 朝日村 | 朝日村                      | 平成20年4月1日 村上市 | 村上市   |
| 塩野町村   | 塩野町村   | 塩野町村               | 塩野町村                   | 塩野町村                    | 明治34年11月1日 塩野町村 | 塩野町村                     | 昭和29年10月1日 朝日村 | 朝日村                      | 平成20年4月1日 村上市 | 村上市   |
| 小須戸村   | 小須戸村   | 小須戸村               | 塩野町村                   | 塩野町村                    | 明治34年11月1日 塩野町村 | 塩野町村                     | 昭和29年10月1日 朝日村 | 朝日村                      | 平成20年4月1日 村上市 | 村上市   |
| 松岡村     | 松岡村     | 松岡村                 | 塩野町村                   | 塩野町村                    | 明治34年11月1日 塩野町村 | 塩野町村                     | 昭和29年10月1日 朝日村 | 朝日村                      | 平成20年4月1日 村上市 | 村上市   |
| 早稲田村   | 早稲田村   | 早稲田村               | 塩野町村                   | 塩野町村                    | 明治34年11月1日 塩野町村 | 塩野町村                     | 昭和29年10月1日 朝日村 | 朝日村                      | 平成20年4月1日 村上市 | 村上市   |
| 大須戸村   | 大須戸村   | 明治8年 大須戸村       | 大須戸村                   | 大須戸村                    | 明治34年11月1日 塩野町村 | 塩野町村                     | 昭和29年10月1日 朝日村 | 朝日村                      | 平成20年4月1日 村上市 | 村上市   |
| 大行院村   |            | 明治8年 大須戸村       | 大須戸村                   | 大須戸村                    | 明治34年11月1日 塩野町村 | 塩野町村                     | 昭和29年10月1日 朝日村 | 朝日村                      | 平成20年4月1日 村上市 | 村上市   |
| 大須戸新田 |            | 明治8年 大須戸村       | 大須戸村                   | 大須戸村                    | 明治34年11月1日 塩野町村 | 塩野町村                     | 昭和29年10月1日 朝日村 | 朝日村                      | 平成20年4月1日 村上市 | 村上市   |
| 葡萄村     | 葡萄村     | 明治10年 葡萄村        | 大須戸村                   | 大須戸村                    | 明治34年11月1日 塩野町村 | 塩野町村                     | 昭和29年10月1日 朝日村 | 朝日村                      | 平成20年4月1日 村上市 | 村上市   |
| 中小屋村   |            | 明治10年 葡萄村        | 大須戸村                   | 大須戸村                    | 明治34年11月1日 塩野町村 | 塩野町村                     | 昭和29年10月1日 朝日村 | 朝日村                      | 平成20年4月1日 村上市 | 村上市   |
| 荒沢村     | 荒沢村     | 荒沢村                 | 大須戸村                   | 大須戸村                    | 明治34年11月1日 塩野町村 | 塩野町村                     | 昭和29年10月1日 朝日村 | 朝日村                      | 平成20年4月1日 村上市 | 村上市   |
| 関口村     | 関口村     | 関口村                 | 高根村                     | 高根村                      | 明治34年11月1日 高根村   | 高根村                       | 昭和29年10月1日 朝日村 | 朝日村                      | 平成20年4月1日 村上市 | 村上市   |
| 大平村     | 大平村     | 明治12年 改称 北大平村 | 高根村                     | 高根村                      | 明治34年11月1日 高根村   | 高根村                       | 昭和29年10月1日 朝日村 | 朝日村                      | 平成20年4月1日 村上市 | 村上市   |
| 高根村     | 高根村     | 明治17年 高根村        | 高根村                     | 高根村                      | 明治34年11月1日 高根村   | 高根村                       | 昭和29年10月1日 朝日村 | 朝日村                      | 平成20年4月1日 村上市 | 村上市   |
| 山口村     |            | 明治17年 高根村        | 高根村                     | 高根村                      | 明治34年11月1日 高根村   | 高根村                       | 昭和29年10月1日 朝日村 | 朝日村                      | 平成20年4月1日 村上市 | 村上市   |
| 薦川村     | 薦川村     | 薦川村                 | 高根村                     | 高根村                      | 明治34年11月1日 高根村   | 高根村                       | 昭和29年10月1日 朝日村 | 朝日村                      | 平成20年4月1日 村上市 | 村上市   |
| 黒田村     | 黒田村     | 明治9年 黒田村         | 岩沢村                     | 昭和25年8月1日 高根村に編入 | 明治34年11月1日 高根村   | 高根村                       | 昭和29年10月1日 朝日村 | 朝日村                      | 平成20年4月1日 村上市 | 村上市   |
| 湯沢村     |            | 明治9年 黒田村         | 岩沢村                     | 昭和25年8月1日 高根村に編入 | 明治34年11月1日 高根村   | 高根村                       | 昭和29年10月1日 朝日村 | 朝日村                      | 平成20年4月1日 村上市 | 村上市   |
| 岩沢村     | 岩沢村     | 岩沢村                 | 岩沢村                     | 岩沢村                      | 明治34年11月1日 高根村   | 高根村                       | 昭和29年10月1日 朝日村 | 朝日村                      | 平成20年4月1日 村上市 | 村上市   |
| 中原村     | 中原村     | 中原村                 | 岩沢村                     | 岩沢村                      | 明治34年11月1日 高根村   | 高根村                       | 昭和29年10月1日 朝日村 | 朝日村                      | 平成20年4月1日 村上市 | 村上市   |
| 佐々木村   | 佐々木村   | 佐々木村               | 中保内村                   | 中保内村                    | 明治34年11月1日 保内村   | 保内村                       | 昭和29年12月1日 荒川町 | 荒川町                      | 平成20年4月1日 村上市 | 村上市   |
| 切田村     | 切田村     | 切田村                 | 中保内村                   | 中保内村                    | 明治34年11月1日 保内村   | 保内村                       | 昭和29年12月1日 荒川町 | 荒川町                      | 平成20年4月1日 村上市 | 村上市   |
| 羽ヶ榎村   | 羽ヶ榎村   | 羽ヶ榎村               | 中保内村                   | 中保内村                    | 明治34年11月1日 保内村   | 保内村                       | 昭和29年12月1日 荒川町 | 荒川町                      | 平成20年4月1日 村上市 | 村上市   |
| 坂町村     | 坂町村     | 明治17年頃 坂町村      | 中保内村                   | 中保内村                    | 明治34年11月1日 保内村   | 保内村                       | 昭和29年12月1日 荒川町 | 荒川町                      | 平成20年4月1日 村上市 | 村上市   |
| 野口新村   |            | 明治17年頃 坂町村      | 中保内村                   | 中保内村                    | 明治34年11月1日 保内村   | 保内村                       | 昭和29年12月1日 荒川町 | 荒川町                      | 平成20年4月1日 村上市 | 村上市   |
| 山口村     | 山口村     | 山口村                 | 中保内村                   | 中保内村                    | 明治34年11月1日 保内村   | 保内村                       | 昭和29年12月1日 荒川町 | 荒川町                      | 平成20年4月1日 村上市 | 村上市   |
| 藤沢村     | 藤沢村     | 藤沢村                 | 中保内村                   | 中保内村                    | 明治34年11月1日 保内村   | 保内村                       | 昭和29年12月1日 荒川町 | 荒川町                      | 平成20年4月1日 村上市 | 村上市   |
| 下鍛冶屋村 | 下鍛冶屋村 | 下鍛冶屋村             | 上保内村                   | 上保内村                    | 明治34年11月1日 保内村   | 保内村                       | 昭和29年12月1日 荒川町 | 荒川町                      | 平成20年4月1日 村上市 | 村上市   |
| 上鍛治屋村 | 上鍛治屋村 | 上鍛治屋村             | 上保内村                   | 上保内村                    | 明治34年11月1日 保内村   | 保内村                       | 昭和29年12月1日 荒川町 | 荒川町                      | 平成20年4月1日 村上市 | 村上市   |
| 荒島村     | 荒島村     | 荒島村                 | 上保内村                   | 上保内村                    | 明治34年11月1日 保内村   | 保内村                       | 昭和29年12月1日 荒川町 | 荒川町                      | 平成20年4月1日 村上市 | 村上市   |
| 春木山村   | 春木山村   | 春木山村               | 上保内村                   | 上保内村                    | 明治34年11月1日 保内村   | 保内村                       | 昭和29年12月1日 荒川町 | 荒川町                      | 平成20年4月1日 村上市 | 村上市   |
| 梨木村     | 梨木村     | 梨木村                 | 上保内村                   | 上保内村                    | 明治34年11月1日 保内村   | 保内村                       | 昭和29年12月1日 荒川町 | 荒川町                      | 平成20年4月1日 村上市 | 村上市   |
| 花立村     | 花立村     | 花立村                 | 上保内村                   | 上保内村                    | 明治34年11月1日 保内村   | 保内村                       | 昭和29年12月1日 荒川町 | 荒川町                      | 平成20年4月1日 村上市 | 村上市   |
| 貝附村     | 貝附村     | 貝附村                 | 上保内村                   | 上保内村                    | 明治34年11月1日 保内村   | 保内村                       | 昭和29年12月1日 荒川町 | 荒川町                      | 平成20年4月1日 村上市 | 村上市   |
| 名割村     | 名割村     | 名割村                 | 南保内村                   | 南保内村                    | 明治34年11月1日 金屋村   | 金屋村                       | 昭和29年12月1日 荒川町 | 荒川町                      | 平成20年4月1日 村上市 | 村上市   |
| 新光寺村   | 新光寺村   | 新光寺村               | 南保内村                   | 南保内村                    | 明治34年11月1日 金屋村   | 金屋村                       | 昭和29年12月1日 荒川町 | 荒川町                      | 平成20年4月1日 村上市 | 村上市   |
| 新保村     | 新保村     | 明治12年 改称 南新保村 | 南保内村                   | 南保内村                    | 明治34年11月1日 金屋村   | 金屋村                       | 昭和29年12月1日 荒川町 | 荒川町                      | 平成20年4月1日 村上市 | 村上市   |
| 名割新村   | 名割新村   | 明治19年 中野村        | 南保内村                   | 南保内村                    | 明治34年11月1日 金屋村   | 金屋村                       | 昭和29年12月1日 荒川町 | 荒川町                      | 平成20年4月1日 村上市 | 村上市   |
| 中野新村   |            | 明治19年 中野村        | 南保内村                   | 南保内村                    | 明治34年11月1日 金屋村   | 金屋村                       | 昭和29年12月1日 荒川町 | 荒川町                      | 平成20年4月1日 村上市 | 村上市   |
| 長政新田   | 長政新田   | 明治8年 渡辺三新田     | 南保内村                   | 南保内村                    | 明治34年11月1日 金屋村   | 金屋村                       | 昭和29年12月1日 荒川町 | 荒川町                      | 平成20年4月1日 村上市 | 村上市   |
| 渡辺新田   |            | 明治8年 渡辺三新田     | 南保内村                   | 南保内村                    | 明治34年11月1日 金屋村   | 金屋村                       | 昭和29年12月1日 荒川町 | 荒川町                      | 平成20年4月1日 村上市 | 村上市   |
| 紀伊国新田 |            | 明治8年 渡辺三新田     | 南保内村                   | 南保内村                    | 明治34年11月1日 金屋村   | 金屋村                       | 昭和29年12月1日 荒川町 | 荒川町                      | 平成20年4月1日 村上市 | 村上市   |
| 金屋村     | 金屋村     | 金屋村                 | 金屋村                     | 金屋村                      | 明治34年11月1日 金屋村   | 金屋村                       | 昭和29年12月1日 荒川町 | 荒川町                      | 平成20年4月1日 村上市 | 村上市   |
| 中倉村     | 中倉村     | 中倉村                 | 金屋村                     | 金屋村                      | 明治34年11月1日 金屋村   | 金屋村                       | 昭和29年12月1日 荒川町 | 荒川町                      | 平成20年4月1日 村上市 | 村上市   |
| 鳥屋村     | 鳥屋村     | 鳥屋村                 | 金屋村                     | 金屋村                      | 明治34年11月1日 金屋村   | 金屋村                       | 昭和29年12月1日 荒川町 | 荒川町                      | 平成20年4月1日 村上市 | 村上市   |
| 荒屋村     | 荒屋村     | 荒屋村                 | 金屋村                     | 金屋村                      | 明治34年11月1日 金屋村   | 金屋村                       | 昭和29年12月1日 荒川町 | 荒川町                      | 平成20年4月1日 村上市 | 村上市   |
| 荒川縁新田 | 荒川縁新田 | 荒川縁新田             | 金屋村                     | 金屋村                      | 明治34年11月1日 金屋村   | 金屋村                       | 昭和29年12月1日 荒川町 | 荒川町                      | 平成20年4月1日 村上市 | 村上市   |
| 海老江村   | 海老江村   | 海老江村               | 海老江村                   | 海老江村                    | 明治34年11月1日 金屋村   | 金屋村                       | 昭和29年12月1日 荒川町 | 荒川町                      | 平成20年4月1日 村上市 | 村上市   |
| 大津村     | 大津村     | 大津村                 | 大津村                     | 大津村                      | 明治34年11月1日 金屋村   | 金屋村                       | 昭和29年12月1日 荒川町 | 荒川町                      | 平成20年4月1日 村上市 | 村上市   |
| 下関村     | 下関村     | 下関村                 | 関村                       | 関村                        | 明治34年11月1日 関谷村   | 関谷村                       | 昭和29年8月1日 関川村  | 関川村                      | 関川村                | 関川村   |
| 上関村     | 上関村     | 明治9年 上関村         | 関村                       | 関村                        | 明治34年11月1日 関谷村   | 関谷村                       | 昭和29年8月1日 関川村  | 関川村                      | 関川村                | 関川村   |
| 落合村     |            | 明治9年 上関村         | 関村                       | 関村                        | 明治34年11月1日 関谷村   | 関谷村                       | 昭和29年8月1日 関川村  | 関川村                      | 関川村                | 関川村   |
| 打上村     | 打上村     | 打上村                 | 関村                       | 関村                        | 明治34年11月1日 関谷村   | 関谷村                       | 昭和29年8月1日 関川村  | 関川村                      | 関川村                | 関川村   |
| 赤谷村     | 赤谷村     | 明治12年 改称 南赤谷村 | 関村                       | 関村                        | 明治34年11月1日 関谷村   | 関谷村                       | 昭和29年8月1日 関川村  | 関川村                      | 関川村                | 関川村   |
| 内須川村   | 内須川村   | 内須川村               | 関村                       | 関村                        | 明治34年11月1日 関谷村   | 関谷村                       | 昭和29年8月1日 関川村  | 関川村                      | 関川村                | 関川村   |
| 勝蔵村     | 勝蔵村     | 勝蔵村                 | 関村                       | 関村                        | 明治34年11月1日 関谷村   | 関谷村                       | 昭和29年8月1日 関川村  | 関川村                      | 関川村                | 関川村   |
| 辰田新村   | 辰田新村   | 辰田新村               | 関村                       | 関村                        | 明治34年11月1日 関谷村   | 関谷村                       | 昭和29年8月1日 関川村  | 関川村                      | 関川村                | 関川村   |
| 大島村     | 大島村     | 大島村                 | 関村                       | 関村                        | 明治34年11月1日 関谷村   | 関谷村                       | 昭和29年8月1日 関川村  | 関川村                      | 関川村                | 関川村   |
| 土沢村     | 土沢村     | 土沢村                 | 関村                       | 関村                        | 明治34年11月1日 関谷村   | 関谷村                       | 昭和29年8月1日 関川村  | 関川村                      | 関川村                | 関川村   |
| 鍬江沢村   | 鍬江沢村   | 鍬江沢村               | 関村                       | 関村                        | 明治34年11月1日 関谷村   | 関谷村                       | 昭和29年8月1日 関川村  | 関川村                      | 関川村                | 関川村   |
| 幾地村     | 幾地村     | 幾地村                 | 関村                       | 関村                        | 明治34年11月1日 関谷村   | 関谷村                       | 昭和29年8月1日 関川村  | 関川村                      | 関川村                | 関川村   |
| 山本村     | 山本村     | 山本村                 | 関村                       | 関村                        | 明治34年11月1日 関谷村   | 関谷村                       | 昭和29年8月1日 関川村  | 関川村                      | 関川村                | 関川村   |
| 上川口村   | 上川口村   | 上川口村               | 七箇谷村                   | 七箇谷村                    | 明治34年11月1日 関谷村   | 関谷村                       | 昭和29年8月1日 関川村  | 関川村                      | 関川村                | 関川村   |
| 安角村     | 安角村     | 安角村                 | 七箇谷村                   | 七箇谷村                    | 明治34年11月1日 関谷村   | 関谷村                       | 昭和29年8月1日 関川村  | 関川村                      | 関川村                | 関川村   |
| 大石村     | 大石村     | 大石村                 | 七箇谷村                   | 七箇谷村                    | 明治34年11月1日 関谷村   | 関谷村                       | 昭和29年8月1日 関川村  | 関川村                      | 関川村                | 関川村   |
| 金俣村     | 金俣村     | 金俣村                 | 七箇谷村                   | 七箇谷村                    | 明治34年11月1日 関谷村   | 関谷村                       | 昭和29年8月1日 関川村  | 関川村                      | 関川村                | 関川村   |
| 久保村     | 久保村     | 久保村                 | 七箇谷村                   | 七箇谷村                    | 明治34年11月1日 関谷村   | 関谷村                       | 昭和29年8月1日 関川村  | 関川村                      | 関川村                | 関川村   |
| 鮖谷村     | 鮖谷村     | 鮖谷村                 | 七箇谷村                   | 七箇谷村                    | 明治34年11月1日 関谷村   | 関谷村                       | 昭和29年8月1日 関川村  | 関川村                      | 関川村                | 関川村   |
| 蔵田島村   | 蔵田島村   | 蔵田島村               | 七箇谷村                   | 七箇谷村                    | 明治34年11月1日 関谷村   | 関谷村                       | 昭和29年8月1日 関川村  | 関川村                      | 関川村                | 関川村   |
| 下川口村   | 下川口村   | 下川口村               | 九箇谷村                   | 九箇谷村                    | 明治34年11月1日 関谷村   | 関谷村                       | 昭和29年8月1日 関川村  | 関川村                      | 関川村                | 関川村   |
| 沼村       | 沼村       | 沼村                   | 九箇谷村                   | 九箇谷村                    | 明治34年11月1日 関谷村   | 関谷村                       | 昭和29年8月1日 関川村  | 関川村                      | 関川村                | 関川村   |
| 八ツ口村   | 八ツ口村   | 八ツ口村               | 九箇谷村                   | 九箇谷村                    | 明治34年11月1日 関谷村   | 関谷村                       | 昭和29年8月1日 関川村  | 関川村                      | 関川村                | 関川村   |
| 楢木新田   | 楢木新田   | 楢木新田               | 九箇谷村                   | 九箇谷村                    | 明治34年11月1日 関谷村   | 関谷村                       | 昭和29年8月1日 関川村  | 関川村                      | 関川村                | 関川村   |
| 畑村       | 畑村       | 畑村                   | 九箇谷村                   | 九箇谷村                    | 明治34年11月1日 関谷村   | 関谷村                       | 昭和29年8月1日 関川村  | 関川村                      | 関川村                | 関川村   |
| 片貝村     | 片貝村     | 片貝村                 | 九箇谷村                   | 九箇谷村                    | 明治34年11月1日 関谷村   | 関谷村                       | 昭和29年8月1日 関川村  | 関川村                      | 関川村                | 関川村   |
| 大内淵村   | 大内淵村   | 大内淵村               | 九箇谷村                   | 九箇谷村                    | 明治34年11月1日 関谷村   | 関谷村                       | 昭和29年8月1日 関川村  | 関川村                      | 関川村                | 関川村   |
| 金丸村     | 金丸村     | 金丸村                 | 九箇谷村                   | 九箇谷村                    | 明治34年11月1日 関谷村   | 関谷村                       | 昭和29年8月1日 関川村  | 関川村                      | 関川村                | 関川村   |
| 聞出村     | 聞出村     | 聞出村                 | 九箇谷村                   | 九箇谷村                    | 明治34年11月1日 関谷村   | 関谷村                       | 昭和29年8月1日 関川村  | 関川村                      | 関川村                | 関川村   |
| 上野新村   | 上野新村   | 上野新村               | 女川村                     | 女川村                      | 明治34年11月1日 女川村   | 女川村                       | 昭和29年8月1日 関川村  | 関川村                      | 関川村                | 関川村   |
| 中束村     | 中束村     | 中束村                 | 女川村                     | 女川村                      | 明治34年11月1日 女川村   | 女川村                       | 昭和29年8月1日 関川村  | 関川村                      | 関川村                | 関川村   |
| 中村       | 中村       | 明治12年 改称 南中村   | 女川村                     | 女川村                      | 明治34年11月1日 女川村   | 女川村                       | 昭和29年8月1日 関川村  | 関川村                      | 関川村                | 関川村   |
| 蛇喰村     | 蛇喰村     | 蛇喰村                 | 女川村                     | 女川村                      | 明治34年11月1日 女川村   | 女川村                       | 昭和29年8月1日 関川村  | 関川村                      | 関川村                | 関川村   |
| 若山村     | 若山村     | 若山村                 | 女川村                     | 女川村                      | 明治34年11月1日 女川村   | 女川村                       | 昭和29年8月1日 関川村  | 関川村                      | 関川村                | 関川村   |
| 朴坂村     | 朴坂村     | 朴坂村                 | 女川村                     | 女川村                      | 明治34年11月1日 女川村   | 女川村                       | 昭和29年8月1日 関川村  | 関川村                      | 関川村                | 関川村   |
| 新保村     | 新保村     | 明治12年 改称 上新保村 | 女川村                     | 女川村                      | 明治34年11月1日 女川村   | 女川村                       | 昭和29年8月1日 関川村  | 関川村                      | 関川村                | 関川村   |
| 宮前村     | 宮前村     | 宮前村                 | 女川村                     | 女川村                      | 明治34年11月1日 女川村   | 女川村                       | 昭和29年8月1日 関川村  | 関川村                      | 関川村                | 関川村   |
| 小和田村   | 小和田村   | 小和田村               | 女川村                     | 女川村                      | 明治34年11月1日 女川村   | 女川村                       | 昭和29年8月1日 関川村  | 関川村                      | 関川村                | 関川村   |
| 高田村     | 高田村     | 高田村                 | 川北村                     | 川北村                      | 明治34年11月1日 女川村   | 女川村                       | 昭和29年8月1日 関川村  | 関川村                      | 関川村                | 関川村   |
| 桂村       | 桂村       | 桂村                   | 川北村                     | 川北村                      | 明治34年11月1日 女川村   | 女川村                       | 昭和29年8月1日 関川村  | 関川村                      | 関川村                | 関川村   |
| 平内新村   | 平内新村   | 平内新村               | 川北村                     | 川北村                      | 明治34年11月1日 女川村   | 女川村                       | 昭和29年8月1日 関川村  | 関川村                      | 関川村                | 関川村   |
| 小見村     | 小見村     | 小見村                 | 川北村                     | 川北村                      | 明治34年11月1日 女川村   | 女川村                       | 昭和29年8月1日 関川村  | 関川村                      | 関川村                | 関川村   |
| 上野山村   | 上野山村   | 上野山村               | 川北村                     | 川北村                      | 明治34年11月1日 女川村   | 女川村                       | 昭和29年8月1日 関川村  | 関川村                      | 関川村                | 関川村   |
| 小見前新田 | 小見前新田 | 小見前新田             | 川北村                     | 川北村                      | 明治34年11月1日 女川村   | 女川村                       | 昭和29年8月1日 関川村  | 関川村                      | 関川村                | 関川村   |
| 湯沢村     | 湯沢村     | 湯沢村                 | 川北村                     | 川北村                      | 明治34年11月1日 女川村   | 女川村                       | 昭和29年8月1日 関川村  | 関川村                      | 関川村                | 関川村   |
| 滝原村     | 滝原村     | 滝原村                 | 川北村                     | 川北村                      | 明治34年11月1日 女川村   | 女川村                       | 昭和29年8月1日 関川村  | 関川村                      | 関川村                | 関川村   |
| 粟島浦     | 粟島浦     | 粟島浦                 | 粟島浦                     | 粟島浦                      | 明治42年 改称 粟島浦村   | 粟島浦村                     | 粟島浦村               | 粟島浦村                    | 粟島浦村              | 粟島浦村 |

## 行政
歴代郡長
| 代 | 氏名 | 就任年月日               | 退任年月日                | 備考                   |
| -- | ---- | ------------------------ | ------------------------- | ---------------------- |
| 1  |      | 明治12年（1879年）4月9日 |                           |                        |
|    |      |                          | 大正15年（1926年）6月30日 | 郡役所廃止により、廃官 |